# 道の駅阿賀の里
道の駅阿賀の里（みちのえき あがのさと）は、新潟県東蒲原郡阿賀町石間にある国道49号の道の駅である。
阿賀野川沿いにあり、対岸に磐越自動車道 阿賀野川サービスエリアがある。同SAの新潟方面から本駅を一望できる。

## 沿革
1993年8月、三川村に本社を置きドライブイン「阿賀の里」や阿賀野川ライン舟下り（1980年より事業開始）を運営していた東洋観光が、村と共同で出資して第三セクター「阿賀の里」を設立。1995年4月、阿賀の里と東洋観光が共同で建設し、土産用鮮魚館「魚匠」や物産館「夢殿」、団体食堂などを備えた大規模ドライブイン「楽市じぱんぐ」が、従来のドライブインの隣接地にオープンした。
2005年には東洋観光の経営悪化により阿賀の里が営業譲渡を受けた。

## 施設

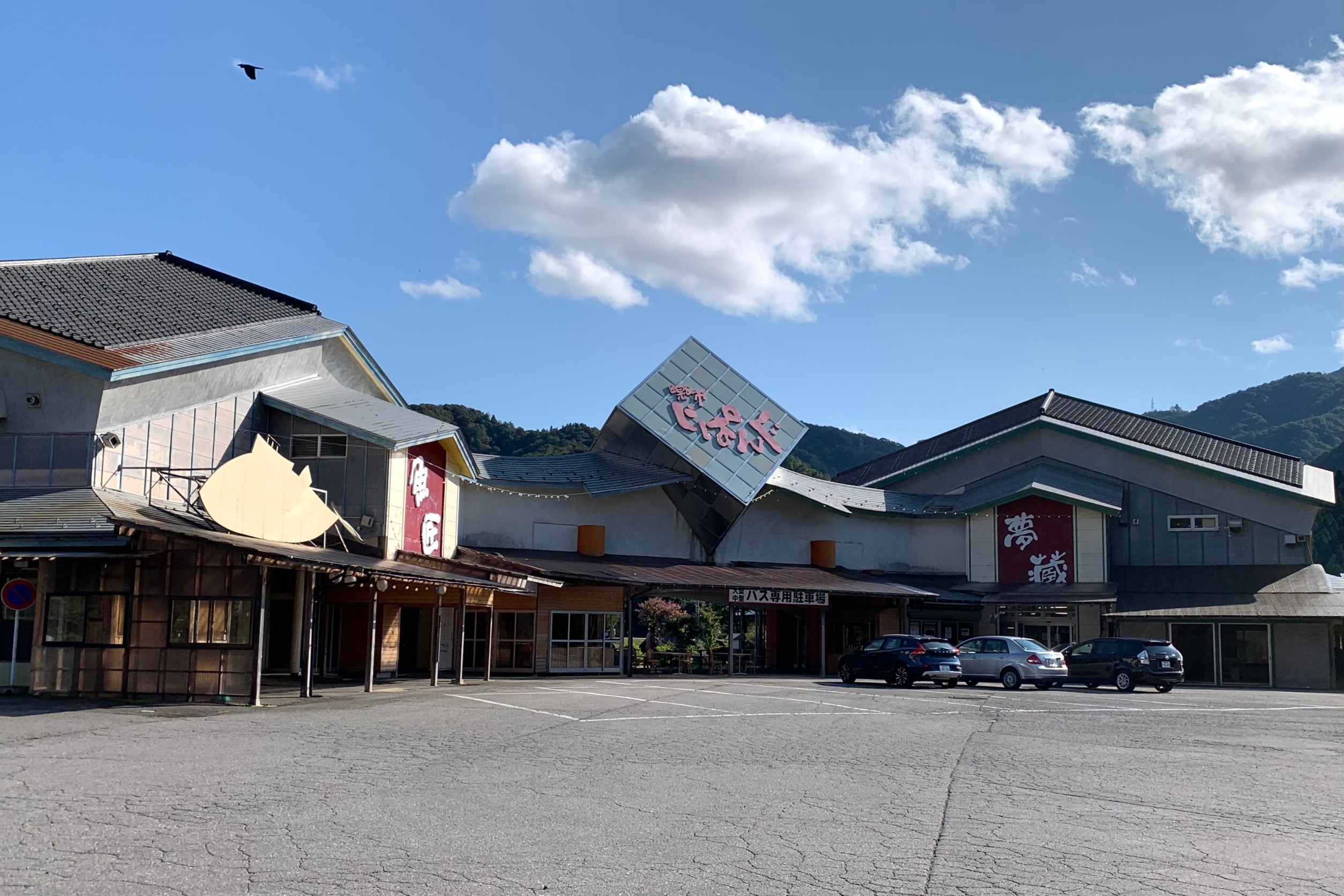
楽市じぱんぐ。左側の魚市場「魚匠」は2020年5月に閉店（2021年9月）

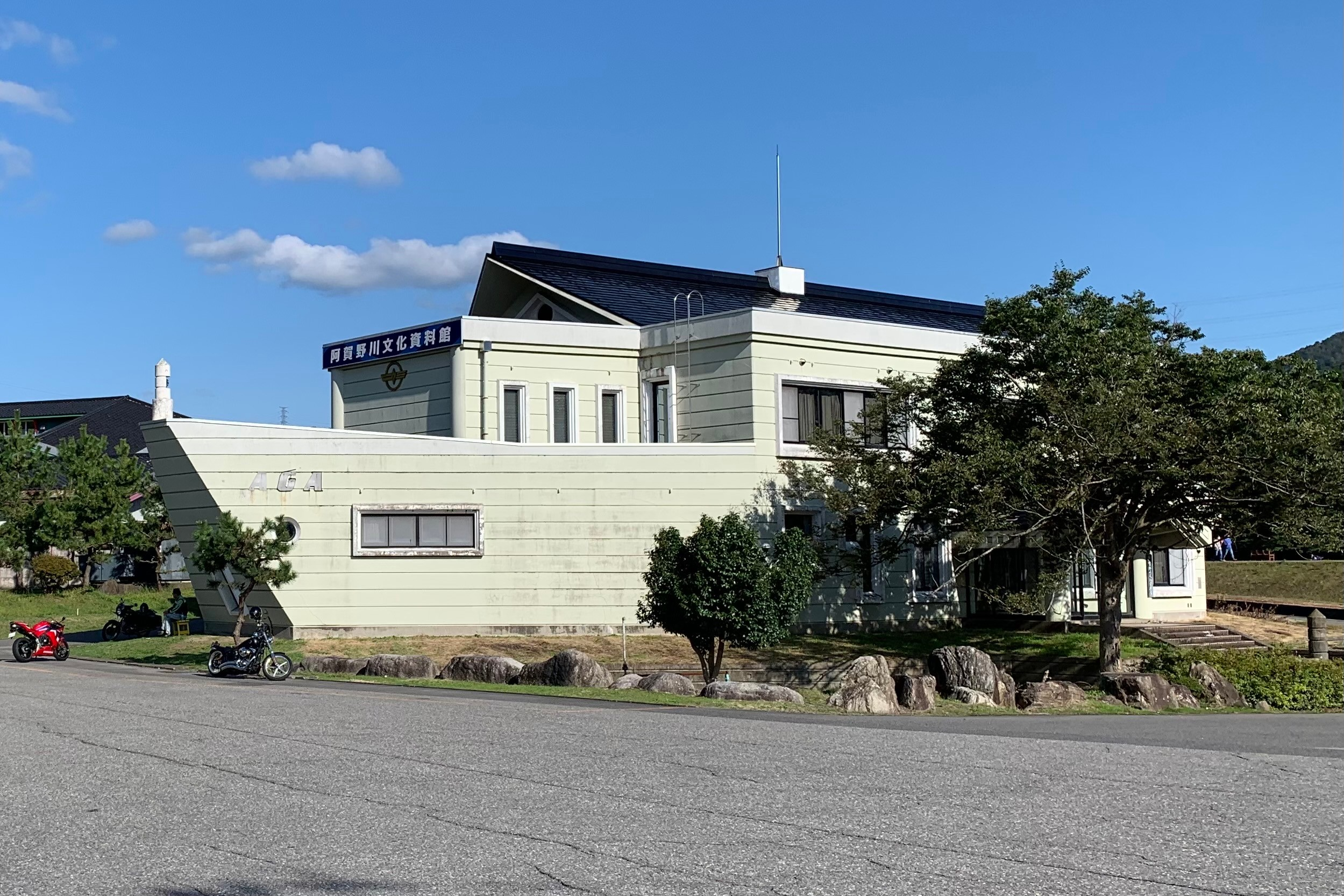
2011年5月に閉館した阿賀野川文化資料館（2021年9月）

駐車場（344台）やトイレのほか、食事コーナー「にぎわい亭」、物産館「夢蔵」などがある。

### 管理団体
- 株式会社阿賀の里[7][1][3]

## 阿賀野川ライン舟下り

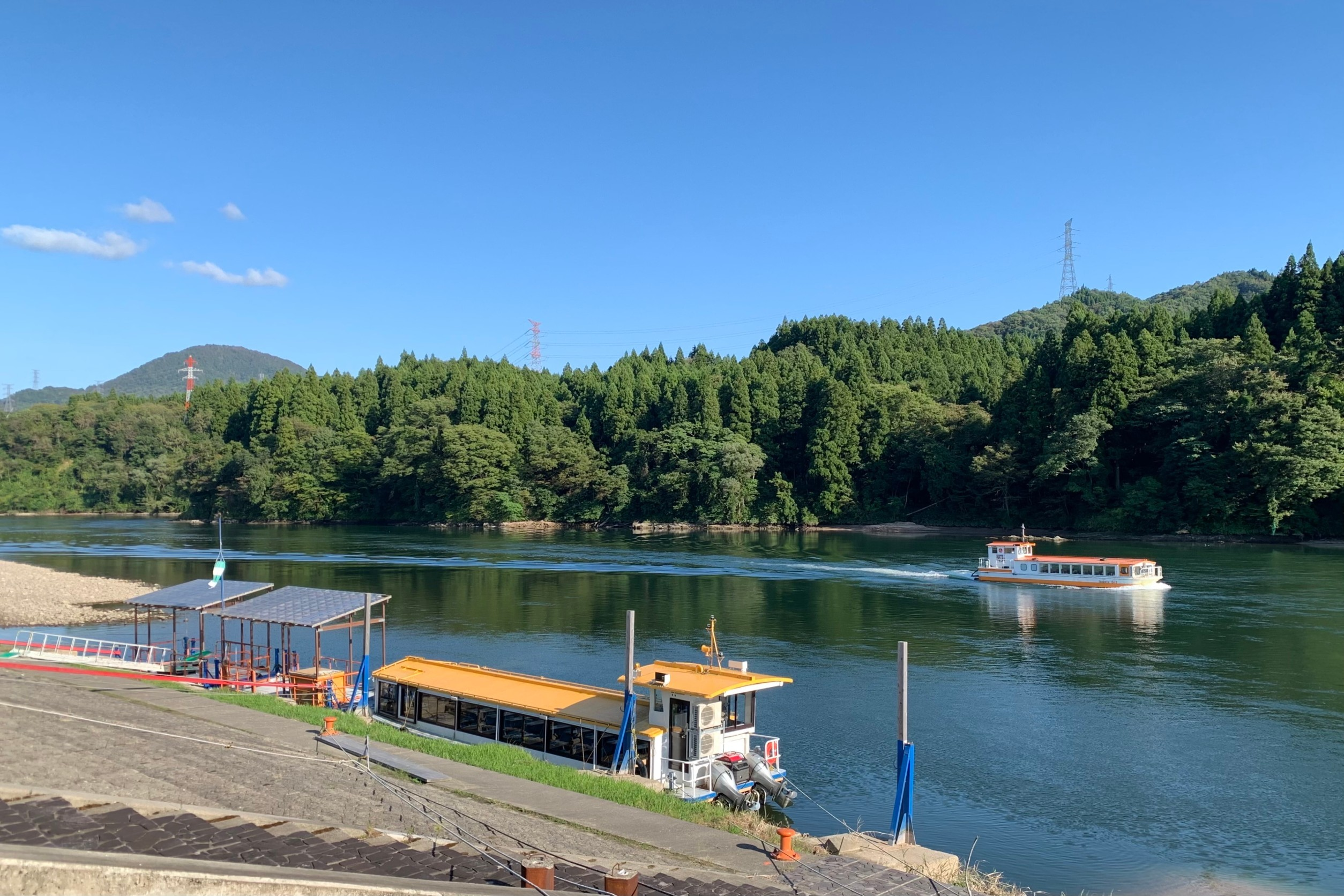
道の駅の阿賀野川ライン舟下り乗り場とジェット船「イザベラ・バード」（2021年9月）

当駅を拠点にして阿賀野川をめぐる遊覧船が運航されている。なお、2019年の台風19号（令和元年東日本台風）で、阿賀の里が所有する3隻の遊覧船のうち2隻が被災して使用できなくなり、一時「イザベラ・バード」（写真参照）のみの運航となっていた。

## アクセス
- 国道49号 - 登録路線
- 国道459号（国道49号の重複区間）

## 周辺
- 阿賀野川
- 磐越自動車道 阿賀野川サービスエリア - 第三セクターの設立前、東洋観光はSAへの出店を計画していた[2]。
- 咲花温泉